# 北京丽都维景酒店

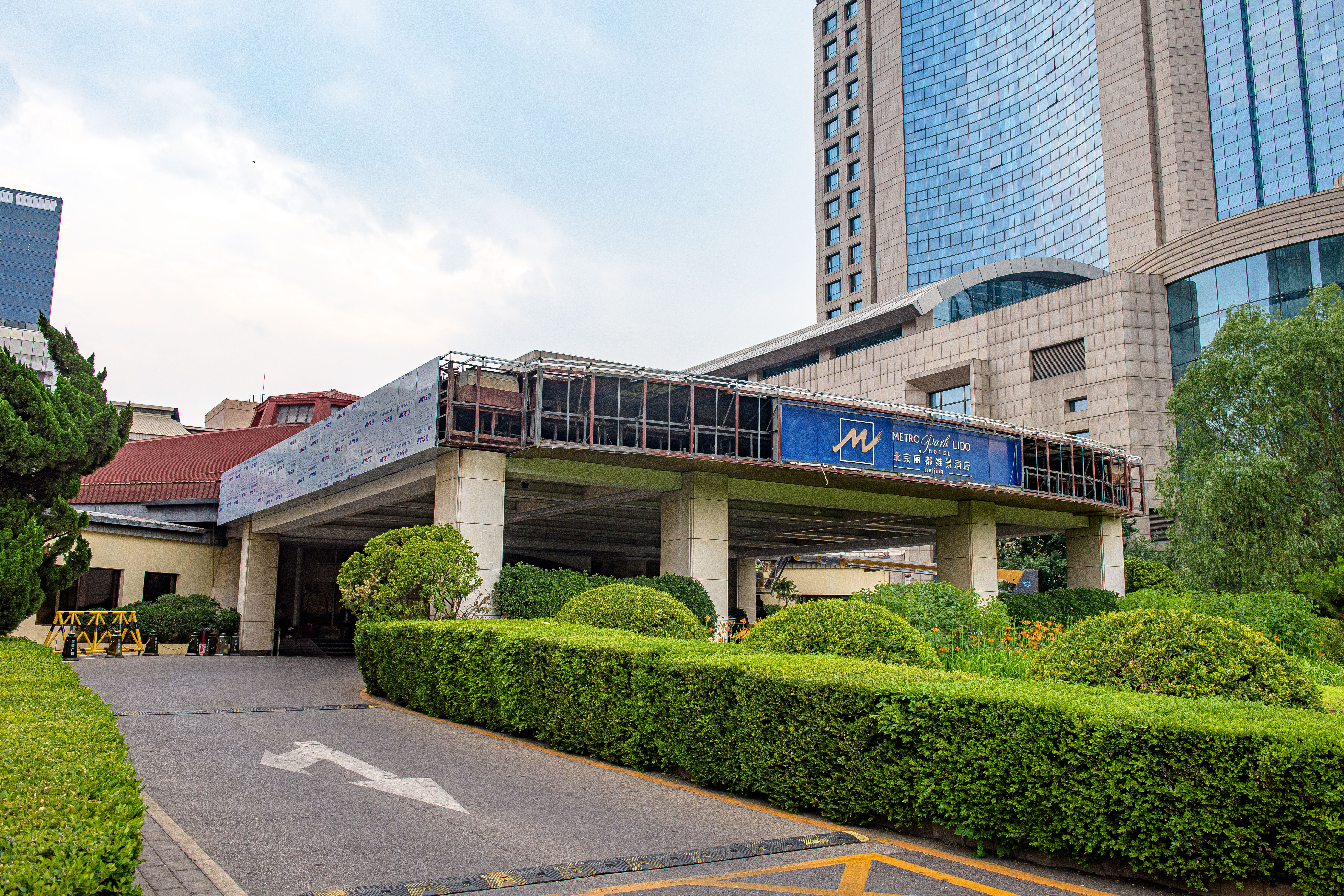
丽都维景酒店入口

北京丽都维景酒店（英語：Metropark Lido Hotel），位于北京市朝阳区将台路6号（将台路与京密路交叉处南侧），靠近首都国际机场，是一家四星级酒店。

## 简介

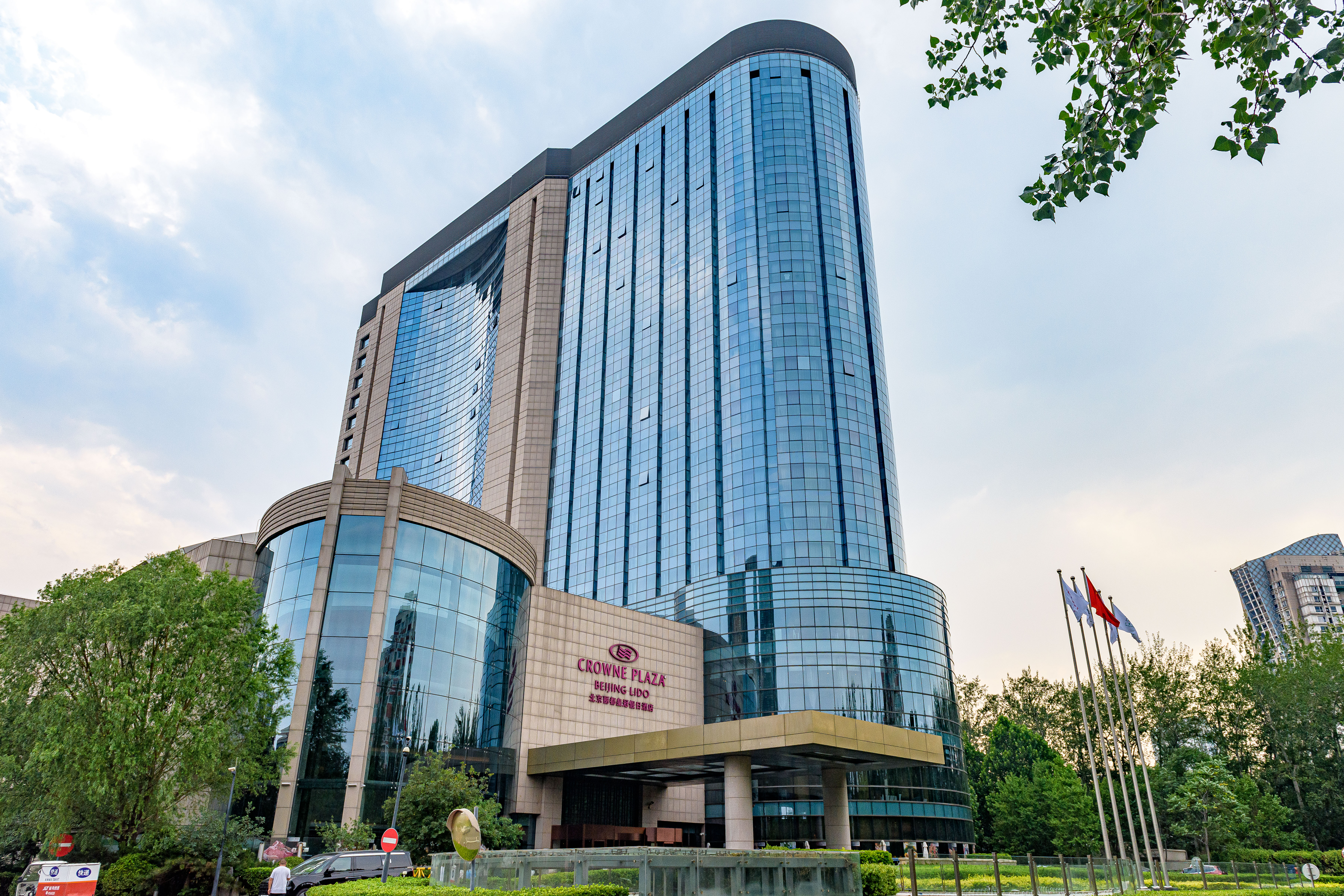
在丽都饭店一期客房原址新建的北京丽都皇冠假日酒店

北京丽都维景酒店距离首都国际机场17公里。该酒店1984年开业，名为“北京丽都假日饭店”，为洲際酒店集團在中国内地经营的首家酒店。2011年1月1日起，正式更名为“北京丽都维景酒店”。该酒店自称“是中国第一家集客房，餐饮，公寓，商业楼，体育俱乐部，娱乐休闲场所和国际学校，幼儿园于一体的四星级酒店”（上述设施分布于整个将台路6号院，即丽都广场）。
2014年2月17日，IHG与港中旅合作、在丽都饭店一期客房原址新建的北京丽都皇冠假日酒店开业。
京密路上临近该酒店的公交站曾长期称“京顺路丽都饭店”，2021年2月6日改为“京密路丽都饭店”。

## 闻名事件
2014年3月8日凌晨，自吉隆坡飞往北京首都国际机场的马来西亚航空370号班机失联。3月8日上午8时许，北京丽都维景酒店接到马来西亚航空公司的求助，此后开始接待该失联航班乘客的家属。一时间，马来西亚航空公司代表、失联航班乘客的家属、世界百余家媒体的记者云集该酒店。